# Stijn Desmet
Stijn Desmet (Duffel, 10 april 1998) is een Belgisch shorttracker.

## Biografie
Desmet werd geboren in Duffel, woont in Mechelen, en is de jongere broer van shorttrackster Hanne Desmet.
Desmet begon op 10-jarige leeftijd met shorttrack bij een club in Wilrijk. In 2012 werd hij gescout door de Belgische shorttrack-bondscoach Pieter Gysel om deel te nemen aan het door Sport Vlaanderen ondersteunde project "Be Gold" om getalenteerde jeugd professioneel te trainen in Hasselt, met de Olympische Winterspelen als hoofddoel.
Desmet is Belgisch recordhouder op de 500 meter. Op de Olympische Jeugdwinterspelen 2016 won hij een gouden medaille op het onderdeel aflossing gemengd in een internationaal team, naast Desmet verder bestaande uit Quentin Fercoq (Frankrijk), Ane Farstad (Noorwegen) en Kim Ji-yoo (Zuid-Korea). In 2018 en 2019 werd hij Belgisch allroundkampioen.
Desmet heeft een topsportcontract bij Sport Vlaanderen. Sinds 2018 gaat hij geregeld naar Heerenveen om er te trainen met het hoog aangeschreven Nationale trainingselectie shorttrack (NTS).
Op de Europese kampioenschappen shorttrack 2020 werd Desmet tweede in de afsluitende superfinale, waardoor hij vijfde werd in het eindklassement. Bij de Europese kampioenschappen van 2021 werd hij nog twaalfde in het eindklassement, maar bij de WK dat jaar eindigde Desmet op de negende plek.
Op de Olympische Winterspelen van Peking in 2022 haalde Desmet op de 500 meter en 1500 meter shorttrack respectievelijk de veertiende en de dertiende plaats. Op de 1000 meter werd hij gediskwalificeerd.
Tijdens het WK 2022 wist Desmet zijn eerste medailles op een groot toernooi te behalen. Hij won over 500 en 1500 meter tweemaal brons. Tijdens het EK 2023 won Desmet individueel zijn eerste gouden medaille. Hij reed op de 1000 meter naar de winst, op dezelfde dag als zus Hanne op dezelfde afstand bij de vrouwen. Tijdens dat toernooi voegde hij nog twee zilveren medailles toe aan zijn medailletotaal.

## Resultaten

### Wereldbekermedailles
500 meter
 Dordrecht, Nederland: 2019/2020
 Almaty, Kazachstan: 2022/2023 (WB-4)
1500 meter
 Almaty, Kazachstan: 2022/2023 (WB-3)
 Almaty, Kazachstan: 2022/2023 (WB-4)
2000 meter aflossing gemengd
 Montreal, Canada: 2022/2023
 Almaty, Kazachstan: 2022/2023 (WB-3)
 Almaty, Kazachstan: 2022/2023 (WB-4)